# Pine Hills (condado de Humboldt)
Pine Hills es un lugar designado por el censo ubicado en el condado de Humboldt, California, Estados Unidos. Según el censo de 2020, tiene una población de 3186 habitantes.
En los Estados Unidos, un lugar designado por el censo (traducción literal de la frase en inglés census-designated place, CDP) es una concentración de población identificada por la Oficina del Censo exclusivamente para fines estadísticos.

## Geografía
Está ubicado en las coordenadas 40°43′58″N 124°9′40″O / 40.73278, -124.16111 (40.732892, -124.161095). Según la Oficina del Censo, tiene un área total de 26.31 km², de la cual 26.20 km² son tierra y 0.11 km² son agua.

## Demografía
Según la Oficina del Censo, en 2000 los ingresos medios de los hogares eran de $43,527 y los ingresos medios de las familias eran de $49,000. Los hombres tenían unos ingresos medios de $36,746 frente a $30,735 para las mujeres. Los ingresos per cápita eran de $20,786. Alrededor del 9.6% de la población estaba por debajo del umbral de pobreza.
De acuerdo con la estimación 2016-2020 de la Oficina del Censo, los ingresos medios de los hogares son de $56,384 y los ingresos medios de las familias son de $71,570. Alrededor del 21.1% de la población está por debajo del umbral de pobreza.